# ريشان (لحج)
ريشان (قعطبة) هي إحدى قرى الجمهورية اليمنية. تتبع جغرافيا لمحافظة الضالع وإداريًا لمديرية قعطبة.